# Supercopa de Rusia
La Supercopa de Rusia es una competición de fútbol de Rusia, que enfrenta al ganador de la Liga Premier de Rusia y al vencedor de la Copa de Rusia. Se disputa de manera anual y oficialmente desde 2003, y tradicionalmente da comienzo a una nueva temporada del fútbol ruso. 
El Zenit de San Petersburgo es el equipo más exitoso de la competición con nueve títulos ganados, seguido del CSKA de Moscú con ocho victorias.
El actual campeón es el CSKA Moscú tras vencer al FC Krasnodar en la edición de 2025.

## Palmarés
| Temporada | Campeón               | Resultado        | Finalista             | Sede de la final                         |
| --------- | --------------------- | ---------------- | --------------------- | ---------------------------------------- |
| 2003      | Lokomotiv Moscú       | 1 – 1 (5-4 pen.) | CSKA Moscú            | Estadio Lokomotiv, Moscú                 |
| 2004      | CSKA Moscú            | 3 – 1            | Spartak Moscú         | Estadio Lokomotiv, Moscú                 |
| 2005      | Lokomotiv Moscú       | 1 – 0            | Terek Grozny          | Estadio Lokomotiv, Moscú                 |
| 2006      | CSKA Moscú            | 3 – 2            | Spartak Moscú         | Estadio Olímpico Luzhnikí, Moscú         |
| 2007      | CSKA Moscú            | 4 – 2            | Spartak Moscú         | Estadio Olímpico Luzhnikí, Moscú         |
| 2008      | Zenit San Petersburgo | 2 – 1            | Lokomotiv Moscú       | Estadio Olímpico Luzhnikí, Moscú         |
| 2009      | CSKA Moscú            | 2 – 1            | Rubin Kazán           | Estadio Olímpico Luzhnikí, Moscú         |
| 2010      | Rubin Kazán           | 1 – 0            | CSKA Moscú            | Estadio Olímpico Luzhnikí, Moscú         |
| 2011      | Zenit San Petersburgo | 1 – 0            | CSKA Moscú            | Estadio Kuban, Krasnodar                 |
| 2012      | Rubin Kazán           | 2 – 0            | Zenit San Petersburgo | Estadio Metallurg, Samara                |
| 2013      | CSKA Moscú            | 3 – 0            | Zenit San Petersburgo | Estadio Olimp - 2, Rostov del Don        |
| 2014      | CSKA Moscú            | 3 – 1            | FC Rostov             | Estadio Kuban, Krasnodar                 |
| 2015      | Zenit San Petersburgo | 1 – 1 (4-2 pen.) | Lokomotiv Moscú       | Estadio Petrovsky, San Petersburgo       |
| 2016      | Zenit San Petersburgo | 1 – 0            | CSKA Moscú            | Estadio Lokomotiv, Moscú                 |
| 2017      | Spartak de Moscú      | 2 – 1            | Lokomotiv Moscú       | Estadio Olímpico Luzhnikí, Moscú         |
| 2018      | CSKA Moscú            | 1 – 0            | Lokomotiv Moscú       | Estadio Nizhni Nóvgorod, Nizhni Nóvgorod |
| 2019      | Lokomotiv Moscú       | 3 – 2            | Zenit San Petersburgo | VTB Arena, Moscú                         |
| 2020      | Zenit San Petersburgo | 2 – 1            | Lokomotiv Moscú       | VTB Arena, Moscú                         |
| 2021      | Zenit San Petersburgo | 3 – 0            | Lokomotiv Moscú       | Estadio de Kaliningrado, Kaliningrado    |
| 2022      | Zenit San Petersburgo | 4 – 0            | Spartak Moscú         | Estadio Krestovski, San Petersburgo      |
| 2023      | Zenit San Petersburgo | 0 – 0 (5-4 pen.) | CSKA Moscú            | Kazán Arena, Kazán                       |
| 2024      | Zenit San Petersburgo | 4 – 2            | FC Krasnodar          | Volgogrado Arena, Volgogrado             |
| 2025      | CSKA Moscú            | 1 – 0            | FC Krasnodar          | Kazán Arena, Kazán                       |

## Títulos por club
| Club                               | Campeón | Subcampeón | Años Campeón                                         |
| ---------------------------------- | ------- | ---------- | ---------------------------------------------------- |
| FC Zenit San Petersburgo           | 9       | 3          | 2008, 2011, 2015, 2016, 2020, 2021, 2022, 2023, 2024 |
| PFC CSKA Moscú                     | 8       | 5          | 2004, 2006, 2007, 2009, 2013, 2014, 2018, 2025       |
| FC Lokomotiv Moscú                 | 3       | 6          | 2003, 2005, 2019.                                    |
| FC Rubin Kazán                     | 2       | 1          | 2010, 2012.                                          |
| FC Spartak de Moscú                | 1       | 4          | 2017                                                 |
| FC Terek Grozny (Hoy Ajmat Grozni) | -       | 1          | -----                                                |
| FC Rostov                          | -       | 1          | -----                                                |
| FC Krasnodar                       | -       | 2          | -----                                                |